# Phaethon
A Phaethon a madarak (Aves) osztályának trópusimadár-alakúak (Phaethontiformes) rendjébe, ezen belül a trópusimadár-félék (Phaethontidae) családjába tartozó nem.
Rendjének és családjának a típusneme és egyben az egyetlen élő neme is. A nembe tartozó tengeri madarakat korábban a gödényalakúak (Pelecaniformes) rendjébe sorolták be, de az újabb alaktani- és DNS-vizsgálatok alapján a kutatók megtudták, hogy az idetartozó fajok egy egészen más madárcsoportot alkotnak. A többi madárcsoporttal való rokonságuk még nem tisztázott, de úgy tűnik, hogy nincsen ma is élő, közelebbi rokonuk. E madarak tollazata nagyobb részben fehér, hosszú farktollakkal; lábaik és lábfejeik a testükhöz képest pedig kicsik.

## Megjelenésük
Testhosszuk 76–102 centiméter, szárnyfesztávolságuk 94–112 centiméter. Tollazatuk túlnyomórészt fehér színű és hosszú középfarok tollai vannak. Fejük nagy, nyakuk rövid és vastag.

## Életmódjuk
Elsősorban hallal táplálkoznak, különösen szeretik a repülőhalféléket. Általában magányosan vagy párban élnek. Szaporodási időszakukban megtalálhatók nagyobb tenyésztelepekben a szárazföldön.

## Szaporodásuk
Fészkeiket általában lyukakba vagy hasadékokba készítik a csupasz földre. Fészekaljuk 1 tojásból áll, melyet a tojók költenek 40–46 napig. A fiókákat mindkét szülő eteti.

## Rendszerezésük
A nembe az alábbi 3 faj tartozik:
- vöröscsőrű trópusimadár (Phaethon aethereus) Linnaeus, 1758 - típusfaj
- fehérfarkú trópusimadár (Phaethon lepturus) Daudin, 1802
- vörösfarkú trópusimadár (Phaethon rubricauda) Boddaert, 1783

Elsőként a vöröscsőrű trópusimadár jelent meg, körülbelül 6 millió évvel ezelőtt. A másik két faj jóval később, 4 millió éve vált ketté.

### Fordítás
- Ez a szócikk részben vagy egészben  a   Tropicbird című angol Wikipédia-szócikk ezen változatának fordításán alapul.  Az eredeti cikk szerkesztőit annak laptörténete sorolja fel. Ez a jelzés csupán a megfogalmazás eredetét és a szerzői jogokat jelzi, nem szolgál a cikkben szereplő információk forrásmegjelöléseként.